# Inhumains (comics)
Les Inhumains (« Inhumans » en VO) est le nom d'une espèce de fiction évoluant dans l'univers Marvel de la maison d'édition Marvel Comics. Créée par le scénariste Stan Lee et le dessinateur Jack Kirby, cette espèce apparaît pour la première fois dans le comic book Fantastic Four #45 en décembre 1965.
En France, les Inhumains apparaissent dans l'album Une aventure des Fantastiques : Les Inhumains sont parmi nous publié chez Lug en 1973.
La série de comics a généralement porté plus spécifiquement sur les aventures de la famille royale des Inhumains, le nom « Inhumains » étant souvent associé avec cette équipe particulière de personnages super-puissants de cette espèce, dirigée par le roi des Inhumains Flèche noire.

## Biographie du groupe

### Origines
À l'instar des Éternels et des Déviants, les Inhumains sont issus d'une expérience de mutation à partir d'humains. Mais ils furent créés par les Krees, contrairement aux premiers qui furent tous créés par les Célestes.
Il y a quelque vingt-cinq mille ans, une guerre civile éclata dans la civilisation des Éternels et une faction s'exila dans l'espace où elle s'établit sur Uranus mais fut détruite par les Kree. Des survivants partirent se cacher sur Titan, l'une des lunes de Saturne. Les Kree firent un prisonnier, Arlok, qui servit de schéma de base pour créer la race des Inhumains. Les Kree voulaient en faire leurs esclaves, mais bientôt, ils renoncèrent à leur projet pour se consacrer à leur empire.
Livrés à eux-mêmes, les Inhumains errent à travers ce qui devient l'Europe avant de se fixer sur une île de l'Atlantique nord : Attilan. C'est une cité créée par le Roi Myran il y a 7 000 ans. Là leur civilisation put s'épanouir au point de dépasser celle de leurs prédécesseurs. Leurs connaissances, notamment en génétique, étaient formidables et ils mirent en place un système de gouvernement basé sur les capacités génétiques (la génocratie).
Un de leurs généticiens, Randac, isola le catalyseur chimique de la mutation humaine : la « brume tératogène » dans laquelle il s'immergea totalement. Il en ressortit doué de pouvoirs mentaux égalant ceux des Éternels. Élu gouverneur, il institua un programme permettant à ses sujets de suivre le même traitement. Mais la moitié des individus qui y furent soumis virent se développer des mutations non-humaines.
Il fut décidé que pour se soumettre au traitement il faudrait subir maints tests génétiques. Mais le mal était fait et la minorité non-humaine fut particulièrement maltraitée. Des siècles plus tard, un gouverneur nommé Gral, las de cet état de fait décida que tous les Inhumains passeraient par la brume tératogène d'où les trois quart ressortirent mutés physiquement. Ce n'est que longtemps après que, grâce à Auran, les Inhumains s'acceptèrent les uns les autres.
Depuis des millénaires, les Inhumains tentent de réduire leurs différences génétiques qui, à la différence de celles des Déviants, sont héréditaires. Des contrôles extrêmement rigoureux ont réussi à redonner apparence humaine à la moitié de la population.

### Époque contemporaine
Aujourd'hui, Attilan, qui a dû être déménagée deux fois lors du dernier siècle (dans l'Himalaya d'abord, puis sur la Zone bleue de la Lune (en), à côté de la base de Uatu le Gardien), est dirigée par Flèche Noire, fils d'Agon, l'un des chefs les plus populaires depuis Auran.
Agon s'était soumis, ainsi que sa femme Rynda et leurs proches parents à la brume tératogène pour pouvoir en étudier les effets. Le fils dont Rynda était enceinte, Flèche Noire devint le mutant le plus puissant qu'Attilan ait connu.
À l'heure actuelle, les Inhumains comptent 1 160 individus qui vivent tous à Attilan, nombre stable depuis quinze siècles. Il en existerait un toujours prisonnier des Krees, qui serait l'un des plus puissants. Il serait plongé dans un profond sommeil.
Lors de l'arc narratif Silent War, les Inhumains déclarent la guerre au gouvernement américain.

## Quelques Inhumains

### Membres de la famille royale des Inhumains
- Flèche noire : le chef de la famille royale, à la voix aussi destructrice qu'une explosion nucléaire, ce qui le force à rester silencieux en permanence pour éviter tout accident. Il peut aussi manipuler les électrons pour augmenter ses capacités physiques, ce qui fait de lui l'Inhumain le plus puissant d'Attilan.
- Maximus (en), dit « le Fou » : le frère cadet de Flèche-Noire. Super-vilain à l'intelligence supérieure mais mentalement instable, il est doté de quelques pouvoirs télépathiques.
- Médusa : la cousine et épouse de Flèche Noire, à la chevelure aussi redoutable que les tentacules télescopiques du Docteur Octopus. Après avoir été l'ennemie des Quatre Fantastiques, elle fit pendant un temps partie de cette équipe, combattant notamment avec eux les Quatre Cavaliers d'Apocalypse.
- Crystal : la sœur cadette de Médusa, dotée de pouvoirs sur les quatre éléments. Elle a été l'épouse successive de Maximus[réf. nécessaire], de la Torche Humaine, de Vif-Argent et de Ronan l'Accusateur ; à une époque, elle fut membre des FF (pas à la même époque que sa sœur ainée Médusa), et combattit notamment avec eux le Docteur Fatalis en Latvérie.
- Gorgone : tout d'abord un adversaire, puis un ami des Quatre Fantastiques, Gorgone est un inconditionnel de Flèche Noire. Il est doté de sabots à la place des pieds, suffisamment puissants pour déclencher des secousses sismiques.
- Triton : le messager du roi, à l'apparence d'un homme-lézard aquatique. Pouvant nager à grande vitesse et respirer dans l'eau, il est doté d'une physionomie qui se rapproche (sans leur ressembler) des Atlantes (le peuple de Namor).
- Karnak : le frère ainé de Triton, grand vizir du roi. Il est capable de repérer tout point faible d'un objet et de le briser d'un coup.
- Gueule d'or (« Lockjaw » en VO) : un redoutable bouledogue géant, qui possède le pouvoir de se téléporter ainsi qu'une mâchoire à la force colossale.
- Ahura : le fils de Flèche Noire et de Médusa, doté d'un mélange entre les pouvoirs soniques de son père et les pouvoirs télépathiques de son oncle.
- Luna : la fille de Crystal et Vif-Argent. Elle distingue les émotions par les couleurs et peut même les modifier.

### Autres Inhumains
D'autres Inhumains, personnages secondaires, sont apparus au fil du temps dans l'Univers Marvel.
- Aireo
- Carthus
- Devlor
- Dewoz[1]
- Dinu
- Falcona
- Glytra
- Iridia
- Kalikya
- Kurani
- Leonus
- Mala
- Nadar
- Marak
- Nahrees
- Neifi
- Stallior
- Telv
- Thraxton
- Timberius
- Tonaja

### Les primitifs alpha
Ce sont des clones à visage humain créés il y a quatre cents ans pour exécuter les travaux domestiques et manuels à l'initiative du généticien Avadar pour permettre aux Inhumains de se consacrer à la Connaissance. Cinq cents d'entre eux furent créés au départ.
Le clonage est leur seul moyen de reproduction, chaque alpha est identique aux autres : 1,65 m, yeux verts et dépourvus de système pileux. Ils possèdent une force légèrement supérieure à la moyenne humaine, travaillent dix-huit heures par jour, dorment le reste du temps. Ils comprennent le vocabulaire de base d'un enfant de 6 ans et ont une espérance de vie de 42 ans.
Il y a quelques années, ils ont été affranchis et autorisés dans la ville souterraine située sous Attilan, mais la plupart d'entre eux a décidé de continuer à travailler. Leur clonage étant désormais interdit, leur nombre diminue peu à peu.

## Apparitions dans d'autres médias

### Télévision
Il était prévu une adaptation cinématographique, annoncée le 28 octobre 2014 lors d'une conférence tenue par Marvel Studios et Disney à Los Angeles. Le film devait sortir en 2019 et faire partie de la Phase 3 de l'univers cinématographique Marvel. En avril 2016, le film est finalement retiré du calendrier du studio,,.
Les Inhumains sont introduits dans la saison 2 de la série télévisée Marvel : Les Agents du SHIELD. Ils y sont présentés comme des humains capables d'évoluer une fois exposés à la brume tératogène, une technologie Kree. Si celle-ci tue les humains « normaux », elle permet à certains d'évoluer et d'obtenir des pouvoirs particuliers. Skye, un des personnages principaux de la série, et Raina deviennent des Inhumaines au cours de la saison. Par la suite, on découvre qu'un groupe d'Inhumains vit en communauté dans un lieu reculé appelé « l'Outre-Monde», sous la protection de Jiaying, la mère de Skye. Il s'avère toutefois que Jiaying planifiait une attaque de masse en relâchant la brume tératogène sur toute la Terre. Grâce à l'intervention du SHIELD, la brume finit dans l'océan, contaminant à petites doses l'écosystème des mers et plusieurs Inhumains se réveillent aux quatre coins du monde en ingérant de l'huile de foie de morue, redistribuant ainsi les cartes pour la saison 3 de la série.
Après le début de la Phase 3, une série Inhumans de 8 épisodes a été diffusée pour la rentrée 2017 sur ABC. Le 11 mai 2018, ABC met fin à la série. En France, la série était initialement prévue pour le 14 décembre 2017 sur Altice Studio puis pour le 21 avril 2018 mais a été déprogrammée deux fois et a finalement été diffusée du 21 juin 2018 au 12 juillet 2018.

### Cinéma
- 2022 : Doctor Strange in the Multiverse of Madness de Sam Raimi.

Dans l'univers de la Terre-838 du Marvel Cinematic Universe, une Terre alternative à la Terre-616 de l'univers Marvel des comics :
Blackagar Boltagon / Black Bolt fait partie des Illuminati. Ils sont un conseil formé de Reed Richards/Mr. Fantastique, Maria Rambeau/Captain Marvel, Peggy Carter/Captain Carter,  Master Mordo le Sorcier Suprême et dirigé par le Pr Charles Xavier.

### Sources
- Official Handbook of the Marvel Universe, volume 4.